# Mayer Alphonse de Rothschild
Mayer Alphonse Jakob de Rothschild (Pariz, 1. veljače 1827. – Pariz, 26. svibnja 1905.), francuski poduzetnik, vlasnik vinarije i vinograda, filantrop, kolekcionar umjetnina i uzgajivač trkaćih konja iz bogate židovske bankarske obitelji Rothschilda. Bio je najstariji sin i drugo od petero djece u obitelji Jakoba Mayera Rotschilda (1792. – 1868.) i Betty Salomon von Rotschild (1805. – 1886.).
Obrazovao se za preuzimanje obiteljskog bankarskog posla u francuskoj banakarskoj podružnici de Rothschild Frères, a nakon školovanja je odrađivao pripravništvo u drugim obiteljskim podružnicama u Austrijskom Carstvu i Ujedinjenom Kraljevstvu. Godine 1848. otputovao je u SAD kako bi istražio mogućnost širenja obiteljskog posla preko Atlantika, ali se ipak zadržao na poslovanju u Francuskoj.
Poslije poraza Francuske u Francusko-pruskom ratu 1871. godine, Alphonseova banka je bila ta koja je podigla traženi iznos novca kojim je plaćena reparacija novouspostavljenom Njemačkom Carstvu.
Premda je radio u obiteljskoj banci, više su ga zanimale druge aktivnosti, poput sakupljanja umjetnina te utrke i uzgoj konja.
Godine 1857. oženio se rođakinjom Laurom de Rothschild (1837. – 1911.), kćerkom Lionela de Rothschilda (1808. – 1879.) iz britanske grane obitelji. S njom je imao četvoro djece:
- Bettina Caroline (1858. – 1892.)
- Lionel James Mayer (1861. – 1861.)
- Charlotte Béatrice (1864. – 1934.)
- Édouard Alphonse James (1868. – 1949.)